# Phaeosphaeria parvula
Phaeosphaeria parvula är en svampart som först beskrevs av Niessl, och fick sitt nu gällande namn av Leuchtm. 1984. Phaeosphaeria parvula ingår i släktet Phaeosphaeria och familjen Phaeosphaeriaceae.  Arten är reproducerande i Sverige. Inga underarter finns listade i Catalogue of Life.